# Catharina Klein
Pour les articles homonymes, voir Klein.

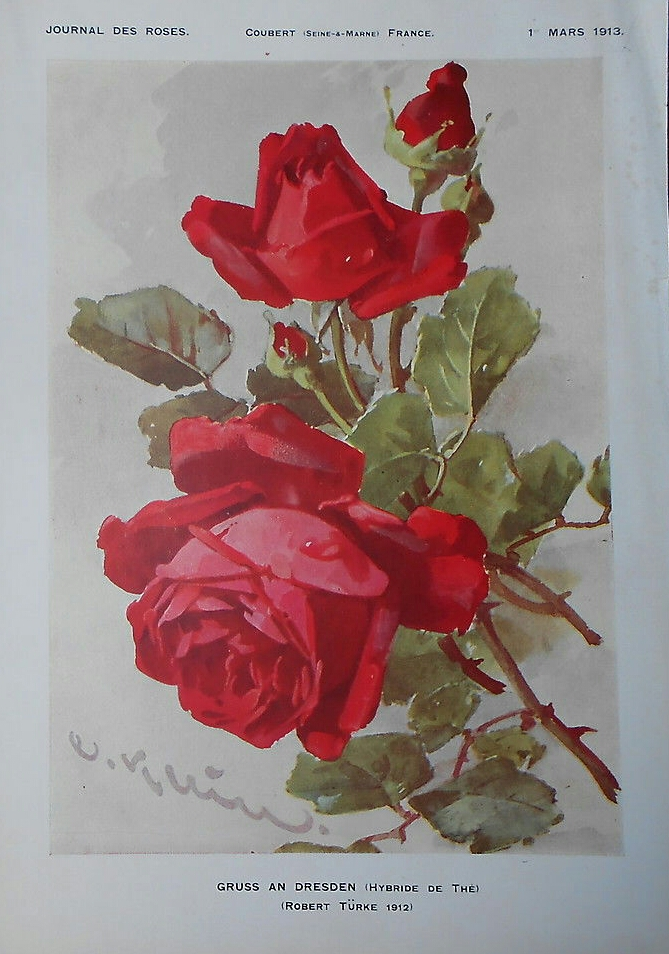
Illustration de la rose 'Gruss an Dresden' (Türke, 1912) par Catharina Klein pour le Journal des roses de mars 1913.

Catharina Klein (parfois Catherine Klein), née le 4 novembre 1861 à Karlshöfchen (de), arrondissement de Preußisch Eylau (de) (province de Prusse-Orientale) et morte le 30 novembre 1929 à Berlin, est une illustratrice allemande.

## Biographie
Catharina Antonie Klein déménage avec sa famille à Charlottenbourg après son Abitur et étudie à l'école des arts appliqués de Berlin et ensuite se lance dans la carrière d'illustratrice - comme nombre de femmes à l'époque - grâce à l'extension de la chromolithographie, pour des revues spécialisées comme la Rosen-Zeitung ou le Journal des roses. Elle expose avec succès dès 1890 dans plusieurs villes d'Allemagne, comme Dresde, Munich ou Berlin et compte le Kaiser Guillaume parmi ses clients. Elle compose à l'aquarelle mêlée à de la gouache des natures mortes - plus de deux mille - des bouquets de fleurs, des roses ou des oiseaux, ainsi que des jardins. Elle ouvre un atelier pour les jeunes femmes souhaitant comme elle poursuivre une carrière de peintre de fleurs; on y compte comme élèves Marie Elisabeth Moritz, Maria Strakosch-Giesler, Hildegard von Haken, ou encore l'Américaine Teana McLennan Hinman. Ses illustrations sont imprimées aussi en calendriers et en cartes postales et rencontrent un grand succès dans l'Europe entière et en Amérique du Nord. Des éditeurs tels que par exemple Meissner & Buch de Leipzig, Raphael Tuck & Sons de Londres, Theodor Stroefer de Nuremberg ou Vouga & Cie de Genève lui achètent ses droits de reproduction.

## Hommage
- Une rose lui a été dédiée à son nom, 'Catharina Klein' (1930), par l'obtenteur Vinzenz Berger (1883-1974)[8].

## Illustrations

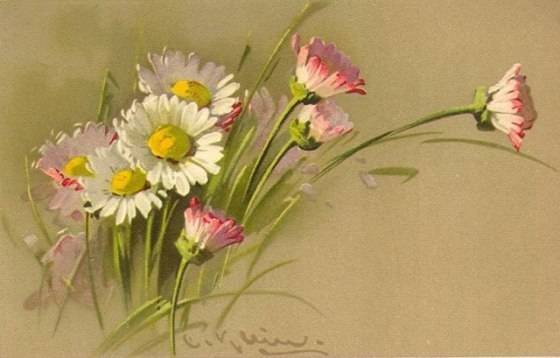
Pâquerettes
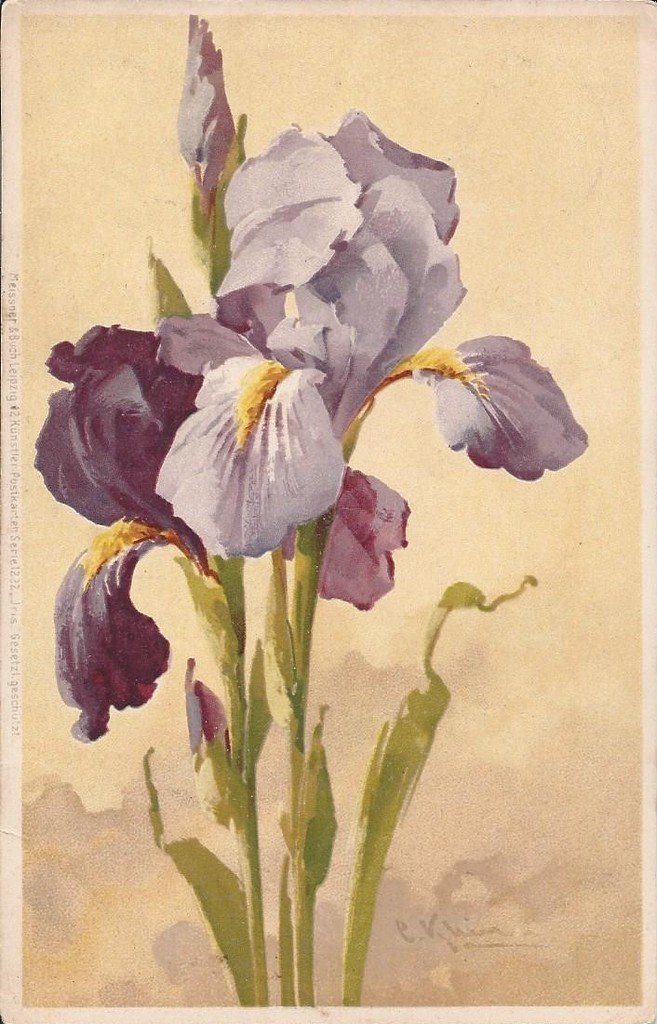
Iris
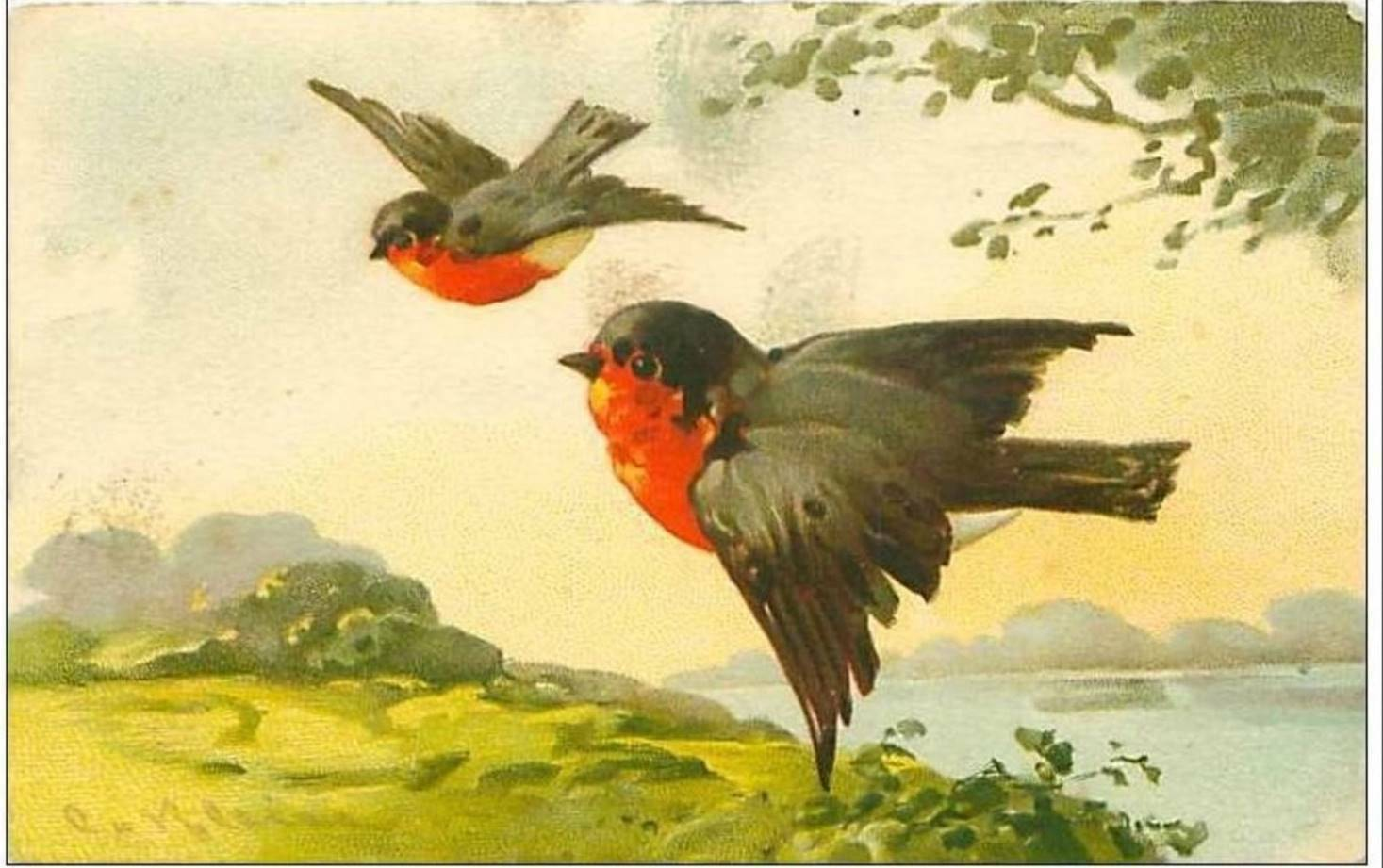
Rouges-gorges